# Protopselaphus grandis
Protopselaphus grandis (лат.) — вид жуков-стафилинид рода Protopselaphus.

## Распространение
Юго-Восточная Азия: Малайзия.

## Описание
Мелкие коротконадкрылые жуки, длина тела около 2 мм. От близких видов отличается следующими признаками: 9 и 10-й членики усиков с одной двух- или трёхразветвлённой антероапикальной сенсиллой; пронотум поперечный, примерно на 1/5 шире своей длины, скутеллюм без вдавления; глаза мелкие (из одной фасетки), бескрылые жуки с более короткими надкрыльями, усики короткие с менее явной булавой. Основная окраска тела красновато-коричневая. Усики 11-члениковые, последние три членика крупные и образуют расширенную булаву. Нижнечелюстные щупики состоят из 4 сегментов, нижнегубные щупики 3-члениковые. Глаза округлые, многофасеточные, выступающие. Переднеспинка овальная с полностью закругленными боковыми краями. Надкрылья относительно длинные, с параллельными сторонами и слегка закругленными задними краями. Ноги тонкие.